# Wolf (canção)
"Wolf" (em coreano:  늑대와 미녀; chinês simplificado: 狼与美女; chinês tradicional: 狼與美女) é o primeiro single do primeiro álbum de estúdio do grupo masculino sino-coreano Exo, XOXO. Disponível em coreano e mandarim, a canção foi lançado digitalmente em 3 de junho de 2013, sob o selo da gravadora SM Entertainment.

## Produção
"Wolf" foi composta por Will Simms, Nermin Harambasic da Dsign Music e o compositor da SM Entertainment, Kenzie. Kenzie também forneceu a letra para a versão em coreano da música enquanto Zhou Weijie escreveu a letra para a versão em mandarim. Uma versão demo da música vazou em fevereiro de 2013, em resposta o produtor Ryan Jhun mais tarde deu um "alerta" para os downloaders ilegais em 29 de maio de 2013. "... Eu vou denunciá-los ao FBI e ao departamento de serviço para todos os links..." Jhun se expressa em frustração. Um representante da SM Entertainment também comentou sobre as promoções que "... EXO-K e EXO-M vão se unir para se tornar EXO promovendo na Coreia do Sul e na China conjuntamente...". Apesar do vazamento, cerca de 300.000 cópias do formato físico do primeiro álbum de estúdio do grupo, XOXO, foram pré-encomendadas, como foi revelado pela agência em 30 de maio de 2013. Além disso, Yoo Young-jin também participa nesta música como vocalista de fundo. A dança para "Wolf" foi coreografada por Tony Testa.

## Conceito
O líder do EXO-K Suho, mencionou no programa de rádio Youngstreet que as letras são sobre um homem que está acostumado com os seu caminho de playboy e interpreta a si mesmo como um lobo que vai ao redor de meninas tentadoras, mas é aterrado quando ele realmente se apaixona por uma garota (conhecido como a beleza). A dança, que foi fortemente ligado com o conceito de "lobo", foi coreografado por Tony Testa. Em vários shows, como Arirang do After School Club, os membros explicam que a dança tinha 3 elementos, a árvore,a floresta, e as cavernas e o próprio lobo. O líder EXO-M, Kris, revelou que levou aproximadamente 3 a 4 meses para começar a coreografia devido ao seu nível de dificuldade.[carece de fontes?]

## Lançamento
Em 23 de maio de 2013, um vídeo teaser da música foi revelado no canal oficial no YouTube do grupo. Isto foi seguido pelo lançamento de teasers mais longos, as versões coreanas e chinesas, que também sugeriu a coreografia e a versão drama do vídeo da música. Dois dias depois, as versões coreana e chinesa do clipe foram liberadas. Ambas as versões de "Wolf" foram liberados digitalmente em 3 de junho de 2013. Os formatos físicos de todo o álbum também foi lançado no mesmo dia na Coreia do Sul. Em 15 de julho de 2013 as versões drama tanto coreana quanto chinesa do vídeo foi lançadas no canal oficial no YouTube da SM Entertainment. A versão chinesa foi então re-carregada no dia seguinte devido a SM Ent. ter esquecido de adicionar o aplicativo do anúncio Genie.[carece de fontes?]

## Promoção
Foi anunciado em 22 de maio de 2013, que "Wolf" seria a faixa-título e primeiro single do seu primeiro álbum de estúdio e a primeira apresentação da versão em coreano aconteceria no M! Countdown em 30 de maio, quatro dias antes do lançamento oficial do álbum. Isso foi seguido por apresentações no Music Bank em 31 de maio e Show! Music Core em 1 de junho. Depois de sua terceira apresentação no Inkigayo em 3 de junho de 2013, EXO decidiu visitar e agradecer aos 2.000 fãs que estavam esperando em um parque próximo ao encontro deles. A primeira apresentação da versão em mandarim da música foi exibida em um popular programa de variedades chinês, Happy Camp, em meados de junho.

## Recepção comercial
Após o lançamento, "Wolf" figurou muito bem nas paradas musicais, ficando na 3 posição no Melon e também alcançou o pico #1 no Naver, Soribada, Daum, Bugs e Monkey em tempo real.

### Prêmios
| Canal     | Programa         | Numero de vitórias |
| --------- | ---------------- | ------------------ |
| MBC Music | Show Champion    | 1                  |
| Mnet      | M! Countdown     | 0                  |
| KBS 2TV   | Music Bank       | 1                  |
| MBC       | Show! Music Core | 1                  |
| SBS       | The Music Trend  | 1                  |

## Desempenho nas paradas
| Gráfico (2013)               | Melhores posições |
| ---------------------------- | ----------------- |
| Gaon Singles chart           | 10                |
| Gaon Monthly Singles chart   | 27                |
| Gaon Local Singles chart     | 10                |
| Gaon Streaming Singles chart | 35                |
| Gaon Download Singles chart  | 6                 |
| Gaon Background Music chart  | 31                |
| Gaon Mobile Ringtone chart   | 44                |
| Gaon Karaoke chart           | 23                |
| Billboard K-Pop Hot 100      | 25                |

| Gráfico (2013)                           | Melhores posições |
| ---------------------------------------- | ----------------- |
| Baidu Weekly Music Chart                 | 11                |
| Gaon International Singles chart         | 33                |
| Gaon Monthly International Singles chart | 168               |